# トマス・ペイン・キッド
トマス・ペイン・キッドは、ジュリアン・ストックウィン著の「トマス・キッドシリーズ」の主人公でイギリス海軍の海尉艦長。

## 経歴

### 強制徴募兵、水兵として
イギリス内陸部の街ギルフォードに生まれる。カツラ職人として生計を立てていたが98門戦列艦デューク・ウィリアム号に強制徴募され、強制徴募兵となる。
強制徴募兵としての厳しい海上生活に馴染めないでいたところ、熟練水兵ジョー（ジョージ）・ボウヤーに水兵技術を習得し、優秀な水兵になるしかないと諭される。
ここでボウヤーの他にたくましい砲手長トウビー（トウビアス）・スターク、陽気なネッド・ダウト、醜男ドゴ、ポルトガル人でトップ台員のピント、中国人のウォンら優秀な水兵と出会う。
彼らとの出会いでキッドは優秀な水兵になる決意をする。
ボウヤーの指導の下、様々な水兵技術を取得するが、ある日ボウヤーはマストから転落し、不慮の死を遂げてしまう。
最も親しく水兵技術の教師であったボウヤーを失ったキッドは酒に自らを任せようとする。
しかし、普段はもの静かな水兵であるニコラス・レンジに助けられ、ボウヤーとの約束である「優秀な水兵になること」を果たすべく水兵技術を身に付けていく。
その努力を認められ、キッドは二等水兵に昇進する。
その後、フリゲート艦アルテミス号に一等水兵として転属。フランスのフリゲート艦シトワイエンヌ号との交戦や世界一周を経験する。
ここでも努力を認められ下士官である操舵長代理に昇進。しかしアルテミス号は嵐に会い座礁してしまう。
キッドは操舵長代理として軍法会議で証言しようとするが、当直士官として責任者であるはずのロウリー海尉により証言する間もなく転属させられてしまう。

### 下士官として
操舵長代理としてキッドは経歴を積み、航海士に昇進する。
ノア泊地の反乱事件では航海士でありながら、水兵達の主張に共感を覚え叛乱に加担する。
やがて叛乱は鎮圧され軍法会議にかけられるが、友人のニコラス・レンジの機転により無罪となる。
無罪となった後、キッドは再び航海士として64門戦列艦テネイシャス号に配属される。ここでキャンパーダウンの海戦を経験する。
キャンパーダウンの海戦での勇戦がエシングトン艦長に認められ、海尉心得に昇進する。

### 海尉として
エシングトン艦長の支援で任官試験に合格し、見事キッドは海尉心得から正式な海尉に任命される。
再びテネイシャス号に配属されたキッドは親友ニコラス・レンジと再会。親友のレンジも海尉に任命されており、キッドよりも先任の四等海尉であった。
キッドはホレーショ・ネルソン提督の下でナイルの海戦、ダックワース准将の下でメノルカ島攻略に参戦。
ここでも勇戦し、キッドは二等海尉に、レンジは副長に昇進する。
この後アルテミス号座礁の責任者であるロウリー海尉が艦長として赴任してくる。
アルテミス号座礁の真相を知っているキッドをロウリー艦長は厄介者扱いにする。
ある日ロウリー艦長の命令を一言一句違わず遂行しなかったとして艦から放りだされてしまう。
ここで、キース艦隊司令長官はロウリー艦長の行為は分相応でないし、キッドの過去の経歴を鑑みて、海尉艦長たるに相応しい人物であると評価し、晴れてキッドは艦長に昇進する。

### 海尉艦長として
海尉艦長としてキッドはマルタ島に赴任する。

## 家族
父親はギルフォードで海軍学校の校長を務めている。

## 作品
作者は水兵から提督にまで上り詰めた人物をモデルと明言しており、この先さらに昇進することを匂わせている。
同じ海洋ものには「ホーンブロワーシリーズ」や「オーブリー&マチュリンシリーズ」が上げられるが、それらの主人公は皆士官候補生として海軍生活をスタートしており、トマス・キッドのように水兵からのスタートとは一線を駕するものである。